# Luis Mejía
Luis Mejía est un footballeur professionnel international panaméen, né le 16 mars 1991 au Panama, évoluant au poste de gardien de but.